# Stagonopleura
Stagonopleura is een geslacht van zangvogels uit de familie van de prachtvinken (Estrildidae).

## Soorten
Het geslacht omvat de volgende soorten:
- Stagonopleura bella – Vuurstaartastrild
- Stagonopleura guttata – Diamantastrild
- Stagonopleura oculata – Roodoorastrild